# 多型バベシア
多型バベシア（たけいバベシア、学名：Babesia divergens）とは、赤血球に寄生する住血原虫であり、ダニの1種 Ixodes ricinus によって媒介される。ヨーロッパにおけるウシのバベシア症および redwater fever の主因である。若齢牛では感受性が低い。ヨーロッパにおける持続的農業 (sustainable agriculture) や extensification での近年の状況はベクターであるダニの増加により感染のリスクが増加する傾向がある。
畜産業の重大な損失の原因となるだけでなく、免疫不全のヒトに感染し、70%の事例で爆発的な増殖と寄生虫血症を特徴とする医学的な疾患を引き起こす。